# إرنست شامبرز
إرنست شامبرز (بالإنجليزية: Ernest Chambers) (و. 1907 – 1985 م) هو راكب دراجة هوائية بريطاني، ولد في حي هكني في لندن، شارك في الألعاب الأولمبية الصيفية 1936، وركوب الدراجات في الألعاب الأولمبية الصيفية 1928 – رجال تزامن ‏، والألعاب الأولمبية الصيفية 1928، والألعاب الأولمبية الصيفية 1932، وCycling at the 1932 Summer Olympics – Men's tandem ‏، توفي عن عمر يناهز 78 عاماً.

## سباقات أو مراحل فاز بها
| التاريخ       | السباق                                                       | المركز        |
| ------------- | ------------------------------------------------------------ | ------------- |
| 01 يناير 1928 | ركوب الدراجات في الألعاب الأولمبية الصيفية 1928 – رجال تزامن | المركز الثاني |
| 01 يناير 1932 | cycling at the 1932 Summer Olympics – men's tandem           | المركز الثاني |

## روابط خارجية
- إرنست شامبرز على موقع أرشيف الدراجات (الإنجليزية)
- إرنست شامبرز على موقع أوليمبيديا (الإنجليزية)